# Norv Turner
Norval Eugene Turner (Camp Lejeune, 17 maggio 1952) è un allenatore di football americano statunitense dei Las Vegas Raiders della NFL.

## Carriera universitaria
Giocò con gli Oregon Ducks nella Pac-10 ora Pac-12 della NCAA.

## Carriera professionistica come allenatore

### Los Angeles Rams
Nel 1985 iniziò la sua carriera NFL con i Los Angeles Rams come allenatore dei wide receiver fino al 1990.

### Dallas Cowboys
Nel 1991 passò ai Dallas Cowboys e ricoprì il ruolo di coordinatore dell'attacco fino al 1993.

### Washington Redskins
Nel 1994 passò ai Washington Redskins come capo allenatore concludendo con il record di 3 vittorie e 13 sconfitte. Nel 1999 vinse il titolo della Division East della NFC con 10 vittorie e 6 sconfitte. Venne eliminato al Divisional Game dai Tampa Bay Buccaneers. Nel 2000 venne esonerato 3 partite prima della fine della stagione regolare.

### San Diego Chargers
Nel 2001 passò per la prima volta ai San Diego Chargers come coordinatore dell'attacco.

### Miami Dolphins
Nel 2002 passò ai Miami Dolphins sempre con lo stesso ruolo fino al 2003.

### Oakland Raiders
Nel 2004 divenne il capo allenatore degli Oakland Raiders concludendo la sua prima stagione con 5 vittorie e 11 sconfitte. Venne esonerato alla fine della stagione 2005.

### San Francisco 49ers
Nel 2006 passò ai San Francisco 49ers come coordinatore dell'attacco.

### San Diego Chargers (2° periodo)
Nel 2007 divenne il capo allenatore dei San Diego Chargers. Vinse subito la Division West della AFC con 11 vittorie e 5 sconfitte. Poi venne eliminato all'AFC Championship Game dai New England Patriots. Nel 2008 vinse di nuovo la Division West della AFC con 8 vittorie e 8 sconfitte. Poi venne eliminato al Divisional Game dai Pittsburgh Steelers. Nel 2009 vinse per la 3a volta la Division West della AFC con 13 vittorie e 3 sconfitte. Poi venne eliminato al Divisional Game dai New York Jets.
Nel 2012 dopo aver concluso la stagione con un record di 7 vittorie e 9 sconfitte ed aver mancato la qualificazione ai playoff per il terzo anno consecutivo, Turner venne esonerato.

### Cleveland Browns

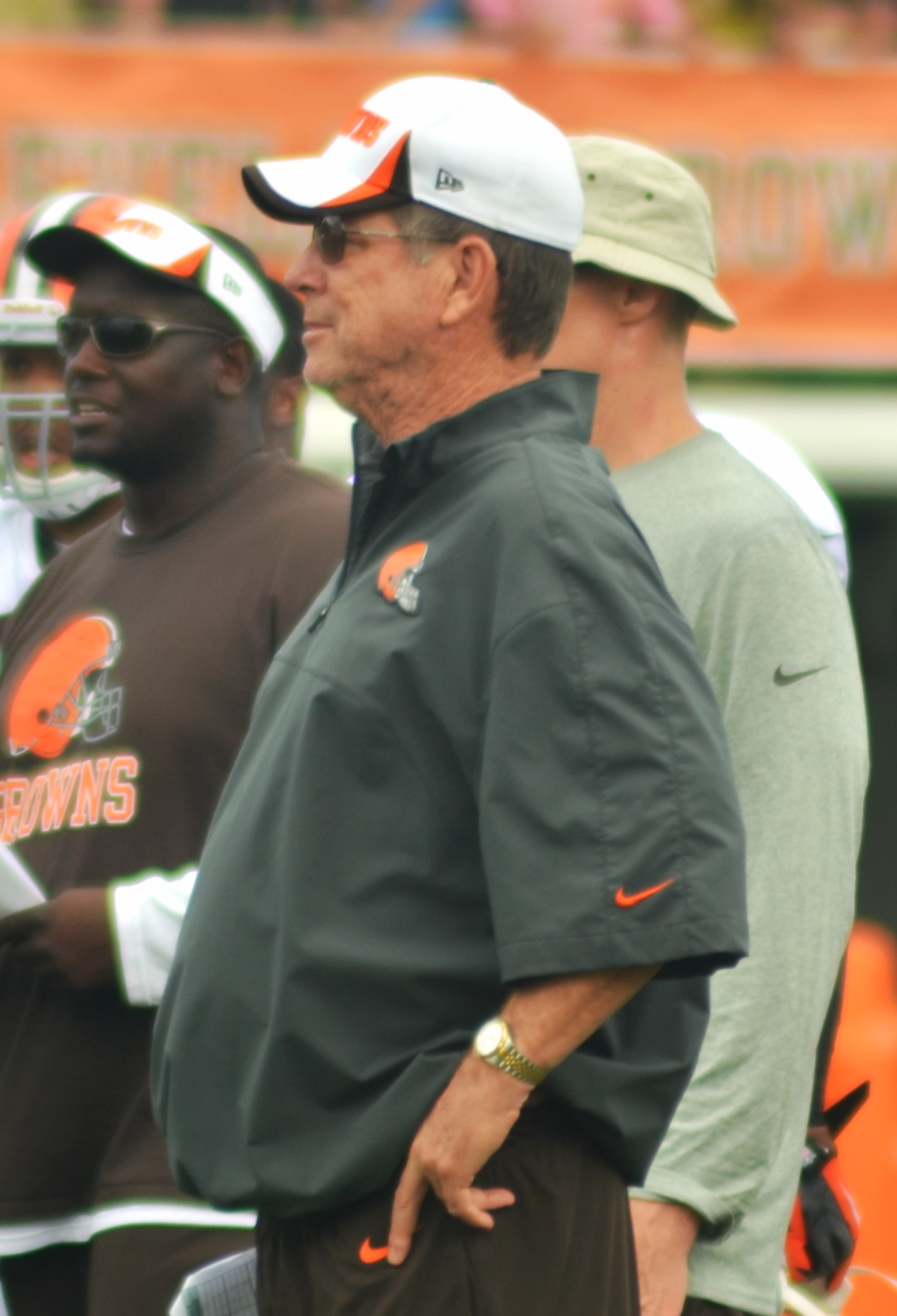
Turner con i Browns nel 2013

Il 17 gennaio 2013 divenne il nuovo coordinatore dell'attacco dei Cleveland Browns, ma dopo l'ennesima rivoluzione da parte della franchigia dell'Ohio, che vide il rinnovamento del coaching staff dopo solo una stagione, Turner fu libero da vincoli contrattuali.

### Minnesota Vikings
Il 18 gennaio 2014 accettò il posto di coordinatore offensivo dei Minnesota Vikings. Turner si dimise inaspettatamente il 2 novembre 2016, dopo che la squadra, dopo cinque vittorie consecutive, aveva subito due sconfitte.

### Carolina Panthers
L'11 gennaio 2018 divenne il coordinatore dell'attacco dei Carolina Panthers. Nel dicembre 2019, a seguito delle dimissioni del capo-allenatore Ron Rivera, passò al ruolo di assistente speciale del capo-allenatore.

### Las Vegas Raiders
Il 5 novembre 2024 Turner divenne consulente senior dei Las Vegas Raiders sotto il capo-allenatore Antonio Pierce.

## Record come capo-allenatore
| Squadra | Anno   | Stagione regolare | Stagione regolare | Stagione regolare | Stagione regolare | Stagione regolare                       | Playoff | Playoff | Playoff                                                      |   |
| Squadra | Anno   | Vinte             | Perse             | Pari              | %                 | Posizione                               | Vinte   | Perse   | Risultato                                                    |   |
| ------- | ------ | ----------------- | ----------------- | ----------------- | ----------------- | --------------------------------------- | ------- | ------- | ------------------------------------------------------------ | - |
| WAS     | 1994   | 3                 | 13                | 0                 | 18,5%             | 5° NFC East (no playoff)                | -       | -       | -                                                            |   |
| WAS     | 1995   | 6                 | 10                | 0                 | 37,5%             | 3° NFC East (no playoff)                | -       | -       | -                                                            | - |
| WAS     | 1996   | 9                 | 7                 | 0                 | 56,3%             | 3° NFC East (no playoff)                |         | -       | -                                                            |   |
| WAS     | 1997   | 8                 | 7                 | 1                 | 50,0%             | 2° NFC East (no playoff)                | -       | -       | -                                                            |   |
| WAS     | 1998   | 6                 | 10                | 0                 | 37,5%             | 4° NFC East (no playoff)                | -       | -       | -                                                            |   |
| WAS     | 1999   | 10                | 6                 | 0                 | 62,5%             | 1° NFC East                             | 1       | 1       | Uscì al Divisional Game contro i Tampa Bay Buccaneers        |   |
| WAS     | 2000   | 7                 | 6                 | 0                 | 43,7%             | 3° NFC East (Esonerato dopo 13 partite) | -       | -       | -                                                            |   |
| OAK     | 2004   | 5                 | 11                | 0                 | 31,3%             | 4° AFC West (no playoff)                | -       | -       | -                                                            |   |
| OAK     | 2005   | 4                 | 12                | 0                 | 25,0%             | 4° AFC West (no playoff)                | -       | -       | -                                                            |   |
| SD      | 2007   | 11                | 5                 | 0                 | 68,8%             | 1° AFC West                             | 2       | 1       | Uscì all'AFC Championship Game contro i New England Patriots |   |
| SD      | 2008   | 8                 | 8                 | 0                 | 50,0%             | 1° AFC West                             | 1       | 1       | Uscì al Divisional Game contro i Pittsburgh Steelers         |   |
| SD      | 2009   | 13                | 3                 | 0                 | 81,3%             | 1° AFC West                             | 0       | 1       | Uscì al Divisional Game contro i New York Jets               |   |
| SD      | 2010   | 9                 | 7                 | 0                 | 56,3%             | 2° AFC West (no playoff)                | -       | -       | -                                                            |   |
| SD      | 2011   | 8                 | 8                 | 0                 | 50,0%             | 2° AFC West (no playoff)                | -       | -       | -                                                            |   |
| SD      | 2012   | 7                 | 9                 | 0                 | 43,8%             | 2° AFC West (no playoff)                | -       | -       | -                                                            |   |
| Totale  | Totale | 114               | 122               | 1                 | 48,1%             | -                                       | 4       | 4       | -                                                            |   |

## Vittorie e premi
- Super Bowl : 2

Dallas Cowboys: Super Bowl XXVII, Super Bowl XXVIII come coordinatore offensivo
- National Football Conference Championship: 2

Dallas Cowboys: 1992, 1993 come coordinatore offensivo
- NFC East division: 3

Dallas Cowboys: 1992, 1993 come coordinatore offensivo
Washington Redskins: 1999
- NFC West division: 1

Los Angeles Rams: 1985 come allenatore dei wide receiver
- AFC West division: 3

San Diego Chargers: 2007, 2008, 2009